# Den Royale Flora Ratchaphruek
Den Royale Flora Ratchaphruek var en blomsterfestival holdt fra 1. november 2006 til 31. januar 2007 i den thailandske by Chiang Mai. Festivalen tiltrak 3.781.624 gæster.